# Gesetz über digitale Märkte
Das Gesetz über digitale Märkte (kurz GDM, französisch Règlement sur les Marchés numériques, englisch Digital Markets Act; DMA) ist eine Verordnung der Europäischen Union, die die digitale Wirtschaft fairer und wettbewerbsfähiger machen soll. Das Gesetz wurde am 6. Juli 2022 vom EU-Parlament verabschiedet und am 12. Oktober 2022 als Verordnung (EU) 2022/1925 im Amtsblatt der EU verkündet. Zum Regelungspaket gehört auch das Gesetz über digitale Dienste (Digital Services Act, DSA), welche gemeinsam den digitalen Binnenmarkt vollenden sollen.
Das Gesetz über digitale Märkte soll sicherstellen, dass digitale Märkte fair und bestreitbar sind, d. h. dass neue Marktteilnehmer in den Markt eintreten können und damit Wettbewerbsdruck auf etablierte Teilnehmer ausüben. Das Gesetz zielt dabei auf die Regulierung von großen Digitalplattformen, die Dienstleistungen (auch) in der EU anbieten. Dazu wird der Begriff des Torwächters (eng. gatekeeper) eingeführt, und objektive Kriterien definiert, die festlegen, wann ein Unternehmen einen großen Einfluss auf den digitalen EU-Binnenmarkt hat.
Das Gesetz verpflichtet Torwächter, strenge Auflagen zu erfüllen. Torwächter dürfen zum Beispiel keine Daten aus unterschiedlichen Diensten kombinieren. Außerdem müssen geschäftliche Nutzer besser geschützt werden, und es ist Torwächtern verboten, eigene Produkte etwa bei Online-Suchen gegenüber Drittangeboten zu bevorzugen. Außerdem enthält das Gesetz Bestimmungen zur Konkurrenz von Softwareangeboten, z. B. unterschiedlichen App Stores auf Smartphones. Darüber hinaus legt es Regeln zur Gewährleistung der Interoperabilität, der Übertragbarkeit und des Zugangs zu Daten für Unternehmen und Endnutzer von Plattformen fest. Die Nichteinhaltung kann zu Sanktionen führen, darunter Geldbußen von bis zu 10 % des weltweiten Jahresumsatzes.

## Kontext

### EU-Wettbewerbspolitik
Eine der Hauptkompetenzen der EU ist die Wettbewerbspolitik auf dem europäischen Binnenmarkt. Sie stellt sicher, dass Unternehmen die Möglichkeit haben, auf den Märkten aller Mitgliedstaaten zu gleichen Bedingungen zu konkurrieren.
Die in der Europäischen Union geltenden Regeln für digitale Märkte ergeben sich aus europäischen und nationalen Rechtsvorschriften. Grundlage dieser Wettbewerbsregeln bilden die Artikel 101 und 102 des Vertrags über die Arbeitsweise der Europäischen Union (AEUV). Artikel 101 befasst sich mit wettbewerbswidrigen Vereinbarungen und abgestimmten Verhaltensweisen, die den Handel zwischen Mitgliedstaaten beeinträchtigen oder den Wettbewerb im Gemeinsamen Markt verringern können. Artikel 102 zielt darauf ab, die missbräuchliche Ausnutzung einer marktbeherrschenden Stellung zu bekämpfen, so dass diese Bestimmungen für alle im Gemeinsamen Markt tätigen Akteure gelten.
Die europäische Kommission will die geltenden Vorschriften verschärfen. Wenige marktbeherrschende digitale Plattformen können aufgrund ihrer Größe verhindern, dass Konkurrenten auf dem Markt eine Chance haben. Es geht darum, die Macht dieser so genannten „Torwächter“ (eng. gatekeeper) zu begrenzen.

### Untersuchung der Kommission
Eine 2020 veröffentlichte Untersuchung der EU-Kommission befürwortete ein neues Instrument der Wettbewerbspolitik im digitalen Sektor. Dieses solle Konsumenten in der EU schützen und faire Wettbewerbsbedingungen im digitalen EU-Binnenmarkt wahren.
Die EU-Kommission führt aus, dass derzeit einige wenige Online-Plattformen eine dominante Rolle im Leben von Millionen von Konsumenten und Unternehmen spielen und einen erheblichen Teil der Transaktionen zwischen Konsumenten und Unternehmen vermitteln, was zu einer extremen Abhängigkeit vieler Unternehmen von diesen wichtigen Plattformen führt.
Die digitalen Märkte in der EU sind mit einem hohen Konzentrationsgrad konfrontiert, wobei US-Unternehmen wie Google oder Facebook fast die Gesamtheit eines bestimmten Marktsegments kontrollieren.
| Sektor                    | Marktführer                                    | Marktanteil in der EU               |
| ------------------------- | ---------------------------------------------- | ----------------------------------- |
| Betriebssystem PC         | Microsoft Windows                              | 78 %                                |
| Betriebssystem Smartphone | Google Android Apple iOS                       | 72 % 27 %                           |
| Webbrowser                | Google Chrome                                  | 60 %                                |
| Suche                     | Google Suche                                   | 95 %                                |
| Soziale Medien            | Facebook                                       | 90 %                                |
| Elektronischer Handel     | Amazon                                         | 30 % Nutzeranteil 60 % Umsatzanteil |
| Reisen/Online-Buchung     | Booking.com                                    | 35 %                                |
| Videostreaming            | Netflix, Amazon Prime Video, HBO, Sky und Dazn | 90 % des Umsatzes                   |
| Musikstreaming            | Spotify Apple Music                            | 55 % 25 %                           |

## Verfahren
Die EU-Kommission stellte die Pläne für die Verordnung im Dezember 2020 vor. Im September 2021 stimmte der Ausschuss für Binnenmarkt und Verbraucherschutz des Europäischen Parlaments zu. Im 15. Dezember 2021 beschloss das Europäische Parlament den Bericht zum Vorschlag für das Gesetz über digitale Märkte. Der angenommene Bericht wird nun im Trilog zwischen Parlament und Rat verhandelt. Seit Anfang Mai 2023 gilt das Gesetz über digitale Märkte. Unternehmen, die zentrale Plattformdienste bereitstellen, sind verpflichtet, dies innerhalb von zwei Monaten der Kommission zu melden und sämtliche relevanten Informationen zu übermitteln. Die Kommission hat anschließend eine Frist von 45 Arbeitstagen, um einen Beschluss zur Benennung eines spezifischen Gatekeepers zu treffen. Die benannten Gatekeeper müssen sicherstellen, dass sie innerhalb von sechs Monaten nach dem Beschluss der Kommission alle im Gesetz über digitale Märkte vorgesehenen Verpflichtungen erfüllen.

## Ziele
Das Gesetz zu digitalen Märkten gilt für Online-Plattformen oberhalb einer Mindestgröße. Die Verordnung legt Regeln fest, damit keine große Online-Plattform ihre Position eines „Türhüters“ oder „Torwächters“ diese Position zum Nachteil von Unternehmen, die Zugang zu diesen Nutzern wünschen, missbraucht. Außerdem sollen die Rechte von Konsumenten gegenüber den Torwächtern besser geschützt werden.
Große Anbieter wichtiger Plattformdienste unterliegen speziellen Verpflichtungen. Die Verordnung sieht Sanktionen vor, bis hin zur  Aufspaltung großer Unternehmen.

## Inhalt

### Definition der Torwächter
Der DMA besteht aus der Verordnung (EU) 2022/1925 des Europäischen Parlaments und des Rates vom 14. September 2022 über bestreitbare und faire Märkte im digitalen Sektor. Ein zentraler Rechtsbegriff ist dabei der „Torwächter“:
Torwächter ist ein Unternehmen, wenn es zentrale Plattformdienste (eng. Core Platform Services, CPS) anbietet. Damit ein Unternehmen diesen Status erhält, muss es drei Kriterien erfüllen:
- einen erheblichen Einfluss auf den Binnenmarkt haben,
- einen zentralen Plattformdienst bereitstellen, der gewerblichen Nutzern als wichtiges Zugangstor zu Endnutzern dient, und
- hinsichtlich seiner Tätigkeiten eine gefestigte und dauerhafte Position innehaben oder absehbar eine solche Position in naher Zukunft erlangen.

Ein erheblicher Einfluss eines Unternehmens im Binnenmarkt wird angenommen ab 7,5 Mrd. Euro Jahresumsatz in der EU in jedem der vergangenen drei Geschäftsjahre oder ab einer mittlere Marktkapitalisierung von 75 Mrd. EUR im letzten Geschäftsjahr – wenn der Plattformdienst in mindestens drei Mitgliedstaaten angeboten wird.
Ausdrücklich benennt die Verordnung folgende Dienste:
- Online-Vermittlungsdienste
- Online-Suchmaschinen
- Online-Dienste sozialer Netzwerke
- Video-Sharing-Plattform-Dienste
- nummernunabhängige interpersonelle Kommunikationsdienste
- Betriebssysteme
- Webbrowser
- virtuelle Assistenten
- Cloud-Computing-Dienste
- Online-Werbedienste

### Verpflichtungen der Torwächter
Zentrale Plattformdienste müssen zehn Vorgaben einhalten:
1. Der Torwächter darf im Wettbewerb mit gewerblichen Nutzern keine nicht öffentlich zugänglichen Daten verwenden.
2. Der Torwächter muss es Endnutzern technisch ermöglichen, Software-Anwendungen auf dem Betriebssystem des Torwächters auf einfache Weise zu deinstallieren.
3. Der Torwächter ermöglicht es technisch, Software-Anwendungen Dritter und von Dritten betriebene Geschäfte für Software-Anwendungen, die sein Betriebssystem nutzen oder mit diesem interoperieren, zu installieren und effektiv zu nutzen und auf diese Software-Anwendungen bzw. Geschäfte für Software-Anwendungen auf anderem Wege als über die betreffenden zentralen Plattformdienste des Torwächters zuzugreifen.
4. Der Torwächter darf von ihm selbst angebotene Dienstleistungen und Produkte beim Ranking sowie bei der damit verbundenen Indexierung nicht bevorzugen.
5. Der Torwächter darf die Möglichkeiten der Endnutzer, zwischen verschiedenen Software-Anwendungen und Diensten zu wechseln oder solche zu abonnieren, weder technisch noch anderweitig beschränken.
6. Der Torwächter ermöglicht Diensteanbietern und Anbietern von Hardware kostenlos wirksame Interoperabilität.
7. Der Torwächter bietet Werbetreibenden kostenlos Zugang zu seinen Werkzeugen zur Leistungsmessung und zu den Daten, um ihre eigene unabhängige Überprüfung des Werbeinventars vorzunehmen, einschließlich aggregierter und nichtaggregierter Daten.
8. Der Torwächter ermöglicht Endnutzern kostenlos die effektive Übertragbarkeit der Daten, die vom Endnutzer bereitgestellt oder durch die Tätigkeit des Endnutzers in Bezug mit der Nutzung des betreffenden zentralen Plattformdienstes entstanden.
9. Der Torwächter gewährt gewerblichen Nutzern kostenlos einen effektiven, hochwertigen und permanenten Echtzeitzugang zu aggregierten und nichtaggregierten Daten der Plattform.
10. Der Torwächter gewährt Drittunternehmen, die Online-Suchmaschinen bereitstellen, zu fairen, zumutbaren und diskriminierungsfreien Bedingungen Zugang zu Ranking-, Anfrage-, Klick- und Ansichtsdaten in Bezug auf unbezahlte und bezahlte Suchergebnisse, die von Endnutzern über seinen Dienst entstanden.

Beispielsweise dürfen Torwächter wie Amazon oder Apple eigene Produkte und Dienstleistungen nicht bevorzugen. Messaging-Dienste wie WhatsApp müssen Nachrichten an Nutzer anderer Dienste erlauben. Verbraucher dürfen nicht daran gehindert werden, sich an Anbieter außerhalb der Plattform zu wenden und auch nicht daran gehindert werden, Software und Apps zu deinstallieren. Personalisierte Werbung ist nur mit Zustimmung des Nutzers erlaubt.

### Untersuchungen und Sanktionen
Die Verordnung (EU) 2022/1925 verleiht der Europäischen Kommission neue Regulierungs- und Marktuntersuchungsbefugnisse. Dazu zählen etwa:
- Marktuntersuchungen zur Benennung von Torwächtern (Art. 15)
- Marktuntersuchungen, um die den Torwächtern auferlegten Verpflichtungen zu präzisieren und ihre Einhaltung zu überwachen (Art. 16)
- Marktuntersuchungen, um neue Dienste und Praktiken zu ermitteln, die unter die Verpflichtungen der Verordnung fallen (Art. 17)

Verstoßen die Unternehmen gegen die Vorgaben, können Bußgelder bis zu 10 Prozent des weltweiten Jahresumsatzes verhängt werden, sowie Zwangsgelder von bis zu 5 % des durchschnittlichen Tagesumsatzes. Bei systematischen Verstößen gegen das Gesetz über digitale Märkte können den Torwächtern nach einer Marktuntersuchung zusätzlich Abhilfemaßnahmen auferlegt werden. Diese müssen im angemessenen Verhältnis zum Verstoß stehen. Erforderlichenfalls und als letztes Mittel können nicht-finanzielle Abhilfen verhängt werden. Diese können verhaltensorientiert oder struktureller Natur sein. Hierzu gehört auch die eventuellen Veräußerung von Geschäftsbereichen.

## Durchsetzung
Die EU-Kommission gab am 6. September 2023 sechs Unternehmen bekannt, welche als Torwächter gelten. Am 29. April 2024 wurde das Betriebssystem iPadOS von Apple als weiterer Dienst eines Torwächters von der EU-Kommission festgestellt. Am 13. Mai 2024 wurde Booking für seinen Dienst Booking.com ebenfalls als Torwächter eingestuft. Derzeit sind Vierundzwanzig Dienste der sieben Unternehmen Alphabet, Amazon, Apple, Booking, ByteDance, Meta, und Microsoft von der EU-Kommission als „zentrale Plattformdienste“ bzw. als Torwächter eingestuft. Folgende Tabelle zeigt die von der EU-Kommission ermittelten Torwächter, sowie die zentralen Plattformdienste:
Ob die „EU-Verordnung über digitale Märkte“ weiterhin für US-Unternehmen gilt, ist Gegenstand von Verhandlungen, in denen die US-Regierung Gegenmaßnahmen androht.
| Unternehmen    | Online-Vermittlungsdienste | Online-Suchmaschinen | System-Dienste      | Online-Dienste sozialer Netzwerke | Video-Sharing-Plattform-Dienste | nummernunabhängige interpersonelle Kommunikationsdienste | Betriebssysteme          | Webbrowser    | Online-Werbedienste |
| -------------- | -------------------------- | -------------------- | ------------------- | --------------------------------- | ------------------------------- | -------------------------------------------------------- | ------------------------ | ------------- | ------------------- |
| Alphabet Inc.  | Google Maps                | Google Suche         | Google-Play-Dienste |                                   | YouTube                         |                                                          | Android                  | Google Chrome | Google Ads          |
| Alphabet Inc.  | Google Play                |                      |                     |                                   |                                 |                                                          |                          |               |                     |
| Alphabet Inc.  | Google Shopping            |                      |                     |                                   |                                 |                                                          |                          |               |                     |
| Amazon         | Amazon Marketplace         |                      |                     |                                   |                                 |                                                          |                          |               | Amazon Advertising  |
| Apple          | App Store                  |                      |                     |                                   |                                 |                                                          | iOS iPadOS               | Safari        |                     |
| ByteDance      |                            |                      |                     | TikTok                            |                                 |                                                          |                          |               |                     |
| Meta Platforms | Meta Marketplace           |                      |                     | Facebook                          |                                 | WhatsApp Messenger                                       |                          |               | Meta                |
| Microsoft      |                            |                      |                     | LinkedIn                          |                                 |                                                          | Microsoft Windows für PC |               |                     |
| Booking        | Booking.com                |                      |                     |                                   |                                 |                                                          |                          |               |                     |